# Писков, Христо
Хри́сто Ки́ров Пи́сков (болг. Христо Киров Писков; 27 апреля 1927, Карлово, Болгария — 10 декабря 2009, София, Болгария) — болгарский кинорежиссёр и сценарист.

## Биография
В 1954 году закончил ВГИК (мастерская И. А Пырьева). С 1963 года работал в творческом тандеме со своей супругой Ириной Акташевой. Был сценаристом большинства своих фильмов.

## Избранная фильмография

### Режиссёр
- 1956 — Урок истории / Урокът на историята (с Лео Арнштамом)
- 1960 — Бедная улица / Бедната улица
- 1963 — Смерти нет / Смърт няма (по Тодору Монову[болг.])
- 1973 — Как песня / Като песен
- 1977 — Солнечный удар / Слънчев удар (по пьесе Георгия Джагарова «Маленькая эта земля»)
- 1981 — Лавина / Лавина
- 1986 — Только ты, сердце / Само ти, сърце
- 1988 — В понедельник утром / Понеделник сутрин

## Награды
- 1977 — Заслуженный артист НРБ
- Орден «Кирилл и Мефодий»
- Орден Народной Республики Болгария